# The Babe Ruth Story
The Babe Ruth Story ist eine US-amerikanische Filmbiografie aus dem Jahr 1948 von Roy Del Ruth über den Baseballspieler George Herman „Babe“ Ruth (1895–1948), der von William Bendix dargestellt wird. Der Film wurde von Allied Artists produziert und basiert auf der gleichnamigen Autobiografie.

## Handlung
Baltimore, 1906. Der junge George Herman Ruth hilft seinem allein erziehenden Vater in dessen Bar. Er wird in die St.-Marys-Schule geschickt, die von Bruder Matthias geleitet wird. 1913 ist Georges Talent für Baseball erkennbar. Er wird von Jack Dunn, Manager der Baltimore Orioles, als linkshändiger Werfer (Pitcher) unter Vertrag genommen. Dunn gibt ihm den Spitznamen Babe. Nach einer Serie von 12 Siegen nacheinander wird Babe 1914 an die Boston Red Sox verkauft. Ruth lernt die Sängerin Claire Hodgson kennen. Nach einer Niederlagenserie weist sie ihn darauf hin, dass er seine Effetwürfe stets mit einer vor dem Wurf ausgestreckten Zunge ankündigt. Babe nimmt sich den Hinweis zu Herzen. In der Folge können die Red Sox drei Meisterschaften in Folge gewinnen.
Babe bricht einige Rekorde, was ihm 1918 einen Zwei-Jahres-Vertrag mit einem Gehalt von 10.000 Dollar (2023: über 200.000 Dollar) pro Saison einbringt. Während eines Trainingslagers in Tampa gelingt ihm der weiteste je geschlagene Home Run. Diese Leistung bringt sogar den verkrüppelten Danny dazu, vor Begeisterung aufzustehen. 1919 schlägt er 29 Home Runs in der Saison, ein weiterer Rekord. 1920 wechselt Babe zu den New York Yankees von Jacob Ruppert. Während er weitere Home-Run-Rekorde bricht, bringt Ruth mit seinem unsportlichen Verhaltens als Feldspieler den Mannschaftskapitän Miller Huggins gegen sich auf. Als er ein Spiel in Chicago verpasst, weil er den von ihm angefahrenen Hund eines kleinen Jungen zum Tierarzt bringt, wird er mit einer Zahlung von 5.000 Dollar und zwei Spielen Sperre bestraft. Das hält den von den Zeitungen als Baseballrüpel bezeichneten Ruth nicht davon ab, sich um Kinder zu kümmern. Als er angetrunken in einer Kinderklinik erscheint, in der er die Kinder als Weihnachtsmann überraschen soll, wird er von Claire zurechtgewiesen, dass er so vor den Kindern, für die er ein Idol ist, nicht auftreten könne. Die Yankees belegen in der Saison nur Platz 7. Überlegungen, Ruth zu feuern, werden von Miller Huggins zurückgewiesen. Durch den Bestechungsskandal bei den World Series 1919 ist das Zuschauerinteresse geschwunden, und Ruth gilt als Retter der Sportart.
Mit 32 Jahren will Ruth seine Baseball-Handschuhe an den Nagel hängen. Bruder Matthias erklärt ihm, das behinderte Kinder nicht aufgeben würden. Wie könne er dann aufgeben? Claire unterstützt ihn und 1927 schlägt Babe am letzten Spieltag den 59. Home Run der Saison. Babe verlobt sich mit Claire und gewinnt mit den Yankees die World Series 1927. Als Babe und Claire von den Flitterwochen zurückkehren, erfahren sie, dass Huggins gestorben ist. Während der World Series 1932 treten die Yankees bei den Chicago Cubs an. Babe hat dem todkranken Jungen Johnny versprochen, einen Home Run auf die Tribünen hinter dem Centerfield zu schlagen. Johnny hört der Übertragung im Radio zu. Babe kündigt den Schlag sogar an, der ihm auch zu Johnnys Freude gelingt.
Nach 21 Jahren als Spieler tritt Babe 1935 zurück. Der schwer erkrankte Star muss im folgenden Jahr drei Monate im Krankenhaus verbringen. Ihm wird mitgeteilt, dass er nur noch drei Wochen zu leben habe. Als letztes Mittel wird ihm ein Serum angeboten, dessen Nebenwirkungen tödlich sein können. Nach einem Gespräch mit Claire und Bruder Matthias will Babe das Risiko auf sich nehmen, in der Hoffnung, dass andere Patienten mit der gleichen Krankheit von seinem Test profitieren können. Während in ganz Amerika Kinder Baseball spielen, wird Babe in den Operationssaal gebracht.

## Produktion

### Hintergrund
Gedreht wurde der Film von Ende März bis Ende Mai 1948 in Chicago, im Yankee Stadium in New York sowie in den Enterprise-Studios in Hollywood.
Nach Verhandlungen mit verschiedenen Produktionsgesellschaften gab Babe Ruth die Filmrechte an seiner Biografie an Monogram. Republic Pictures zog nach Ruths Forderung zurück, die sich auf 150.000 Dollar plus einer Gewinnbeteiligung am Filmerlös. William Bendix wurde für die Titelrolle von Ruth persönlich ausgesucht. Da Bendix und Ruth körperlich sehr unterschiedlich waren, löste die Besetzung einige Kontroversen aus. Die Produzenten verteidigten ihre Entscheidung mit dem Hinweis auf Ruths Gesundheitszustand, der einen Auftritt im Film verhindere. Zudem brauche man eher einen erfahrenen Schauspieler als einen unerfahrenen Doppelgänger, um für Authentizität zu sorgen. Für Monogram war Bendix eine natürliche Auswahl, da der Darsteller in New York geboren war und als Jugendlicher für die Yankees gearbeitet und fast alle Homeruns von Babe Ruth gesehen hatte. Für den Film musste Bendix lernen, den Schläger mit links zu führen. Zu seinem Makeup gehörte eine künstliche Nase zur Vergrößerung der Nasenflügel.
Für die Spielszenen wurde in den Enterprise-Studios Teile des Yankee Stadiums nachgebaut. 273 Trikots von zehn Teams der Major League wurden zur Verfügung gestellt. Die Spieler der Teams wurden von Spielern lokaler Collegeteams dargestellt.
Babe Ruth stattete den Dreharbeiten einen Besuch ab. Trotz seiner schlechten Gesundheit verließ er für die Premiere des Films in New York sein Krankenzimmer im New Yorker Memorial Hospital. Während der Vorführung erlitt der an Krebs erkrankte Ruth einen Rückfall. Am 16. August 1948 verstarb der Baseballstar.

### Stab
Frank Paul Sylos oblag die künstlerische Leitung. Edward R. Robinson war für das Szenenbild zuständig. James Van Trees war der Chefkameramann der Second Unit.

### Besetzung
Der Baseballspieler Bucky Harris absolvierte einen Gastauftritt.
Abgedrehte Szenen mit Samuel Balter, George Eldredge und Paul Harvey wurden in der Endfassung nicht verwendet.
In kleinen nicht im Abspann erwähnten Nebenrollen traten John Alvin, Keefe Brasselle, Gene Collins, Joseph Crehan, Frankie Darro, Ann Doran, Charles Drake, Edward Earle, Frank Ferguson, James Flavin, Bess Flowers, Joe Flynn in seinem Filmdebüt, Vincent Graeff, Johnny Grant, John Hamilton, Harold Miller, Sid Tomack und Frank Wilcox auf. Ebenfalls unerwähnt blieben Ralph Dunn als Babe Ruths Vater, Tommy Ivo als Danny und Gregory Marshall als Johnny.

## Veröffentlichung
Die Premiere des Films fand am 26. Juli 1948 in New York statt. In der Bundesrepublik Deutschland wurde er am 6. Dezember 1998 im deutschen Fernsehen ausgestrahlt.

## Kritiken
Der Filmkritiken-Aggregator Rotten Tomatoes hat in einer Auswertung ein Publikumsergebnis von 67 Prozent positiver Bewertungen ermittelt.
Das Lexikon des internationalen Films schrieb: „Ein handelsüblich angelegtes "Bio Pic" (...), das einschlägigen Mustern einer Sportlerbiografie folgt und dabei vor allem an der Mythenbildung und Imagepflege interessiert ist. Vor allem filmhistorisch dennoch nicht uninteressant.“
Bosley Crowther von der The New York Times bemängelte, der Film habe zu viel an Heldenepos und Tränen. bendix Darstellung als großer, rührseliger und edler Witzbold als angemessenes Faksimile sei schwer zu akzeptieren. Unangebracht sei zudem, dass ein Film über einen Baseballstar nur ein Minimum an Spielszenen auf dem Feld beinhalte, wobei die im Studio entstandenen Szenen offensichtlich gefälscht und absurd seien.
Der Kritiker des TV Guide sah eine bereinigte aber unterhaltsame Biografie mit einem William Bendix, der dem Film Bravour und Farbe verleihe.